# Baixada Fluminense
|  | No s'ha de confondre amb Fluminense Football Club. |

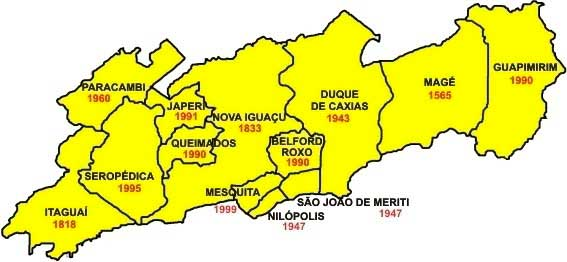
Localitats que conformen la Baixada Fluminense.

La Baixada Fluminense és una regió de l'estat de Rio de Janeiro (Brasil), dintre de la regió metropolitana de Rio de Janeiro. Fins al segle xix se la coneixia com a Baixada de la Guanabara.

## Demografia

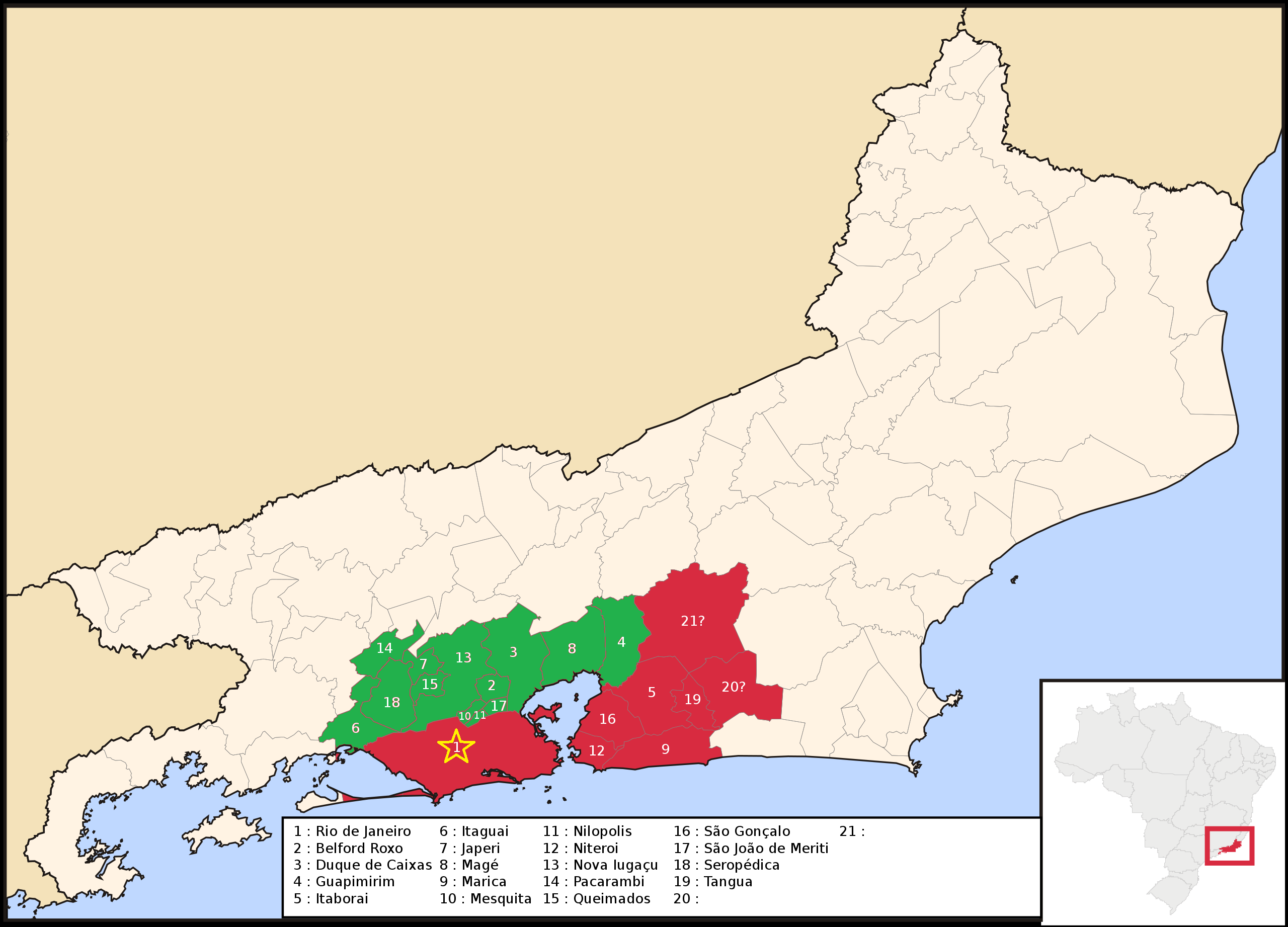
Mapa de la Regió Metropolitana de Rio, deixant en verd els municipis de la Baixada Fluminense.

Al tractar-se d'una regió sense representació administrativa, no hi ha una demarcació fixa de quins municipis en formen part. Hi ha unanimitat en la pertinença de les localitats de Duque de Caxias, Nova Iguaçu, São João de Meriti, Nilópolis, Belford Roxo, Queimados i Mesquita (tots al nord de la ciutat de Rio). Altres versions inclouen Magé i Guapimirim (a l'est) i de Japeri, Paracambi, Seropédica i Itaguaí (a l'oest i nord-oest).
La Baixada Fluminense és una de les principals zones que componen la Regió Metropolitana de Rio de Janeiro i hi habiten més de tres milions de persones.
Va veure un cert desenvolupament econòmic arran del cicle de l'or al Brasil, en el segle xviii, quan va ser un important pas en el trànsit de mercaderies que arribaven des de Minas Gerais. Més tard, ja en el segle xix, va ser una de les primeres regions en tenir plantacions de cafè al Brasil. Va sofrir una gran transformació amb la inauguració del ferrocarril, en la segona meitat del període imperial, la qual cosa va buidar les tradicionals rutes pels rius i camins de la regió, desviant-la cap a les localitats on el tren hi feia parada.

## Història
En l'inici del segle xx, la Baixada Fluminense va guanyar diverses obres de drenatge, per tal d'habilitar-la per a rebre la gran quantitat de migrants vinguts d'altres regions del país a la recerca de feina i millors condicions de vida en la llavors capital federal. En la segona meitat d'aquest mateix segle, va consolidar-se la seva imatge de regió amb grans problemes socials i de criminalitat que perdura fins avui.